# La scala a chiocciola (film)
La scala a chiocciola (The Spiral Staircase) è un film del 1946 diretto da Robert Siodmak, tratto dal romanzo Some must watch di Ethel Lina White (1933).

## Trama
1904. In un piccolo centro del New England da qualche tempo si aggira un assassino seriale che uccide donne disabili. La giovane Elena, una ragazza affetta da mutismo di origine psicologica, lavora presso la famiglia Warren come dama di compagnia dell'anziana e malata lady Warren, matrigna del professor Alberto Warren e madre di Stefano, un inquieto donnaiolo. In casa vive anche la segretaria del professore Bianca.
Una sera Bianca, pur non soffrendo di alcun handicap, viene uccisa nel buio della cantina. Elena, trovato il cadavere, si imbatte in Stefano e credendolo colpevole lo chiude a chiave in cantina precipitandosi poi a chiedere aiuto al professor Warren. Questi si rivela però il vero assassino: nella sua mente malata vuole liberare il mondo dalle donne imperfette per dimostrare al padre morto la sua forza; ha inoltre ucciso Bianca perché non ricambiava il suo amore.
Elena fugge a nascondersi nelle stanze della casa, scendendo poi per cercare di liberare Stefano, ma Alberto si è nascosto in fondo alla scala a chiocciola che porta alla cantina per tenderle un agguato. Scoperta la trappola, la donna fugge di nuovo lungo le scale, e, quando sta per essere raggiunta, la signora Warren, alzatasi dal letto nonostante l'infermità, spara al figliastro uccidendolo, accasciandosi e morendo subito dopo. Al momento dello sparo Elena, a causa del forte trauma, emette un grido riacquistando la voce.

## Produzione
Le riprese del film, prodotto dalla RKO Pictures e dalla Dore Schary Productions (for Vanguard Films) con i titoli di lavorazione The Silence of Helen McCord e Some Must Watch, durarono da metà agosto a metà ottobre 1945. Nel corso delle riprese, il 10 ottobre, morì Harry Scott, l'assistente regista.
La RKO aveva acquistato i diritti del romanzo di Ethel Lina White dalla Vanguard Films di David O. Selznick. Il produttore offrì, in cambio di una divisione dei profitti al cinquanta per cento, un pacchetto complessivo che comprendeva l'uso del romanzo, il produttore Dore Schary, il regista Robert Siodmak e le star Dorothy McGuire ed Ethel Barrymore. Esistono diverse differenze tra la trama del film e quella del romanzo. La più rilevante è che la caratteristica principale del film, il mutismo della protagonista, non esiste nel romanzo. Inoltre l'azione del film è ambientata negli Stati Uniti anziché in Inghilterra.

## Distribuzione
Il copyright del film, richiesto dalla RKO Pictures, Inc., fu registrato il 31 dicembre 1945 con il numero LP123. Il film, con il titolo originale The Spiral Staircase, debuttò a New York il 6 febbraio 1946. Nel 1946, il film fu distribuito in Argentina (31 maggio, con il titolo La escalera de caracol) e Svezia (30 settembre, come Spiraltrappan); nel 1947, in Francia (8 aprile, come Deux mains, la nuit), Danimarca (14 aprile, come Vindeltrappen), Portogallo (26 maggio, come A Escada de Caracol), Spagna (a Madrid, 2 giugno, come La escalera de caracol), Paesi Bassi (4 luglio), Finlandia (24 ottobre, come Kierreportaat), Italia (5 dicembre, come La scala a chiocciola).

## Cameo
Il regista Robert Siodmak appare in un cameo assai particolare: il celeberrimo occhio dell'assassino inquadrato più volte in primo piano era infatti il suo.

## Riconoscimenti
Nomination al premio oscar 1947 per Ethel Barrymore come migliore attrice non protagonista.

### Critica
(Mario Gromo, La Stampa, 13 aprile 1947)
(Paolo Mereghetti)
(Morando Morandini)